# トイピアノ

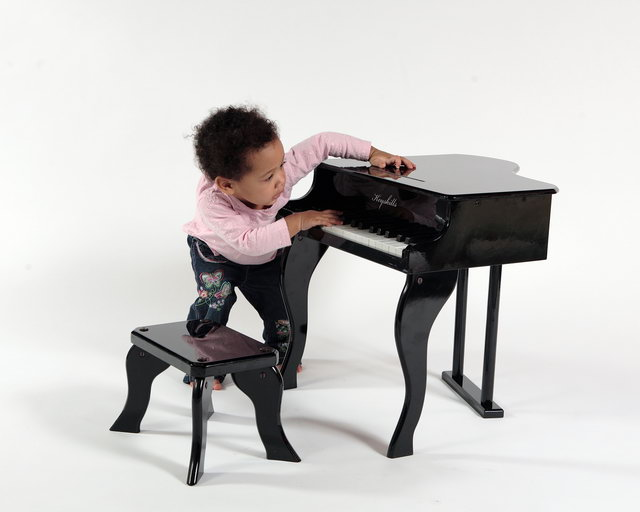
30鍵のトイピアノを演奏する子供

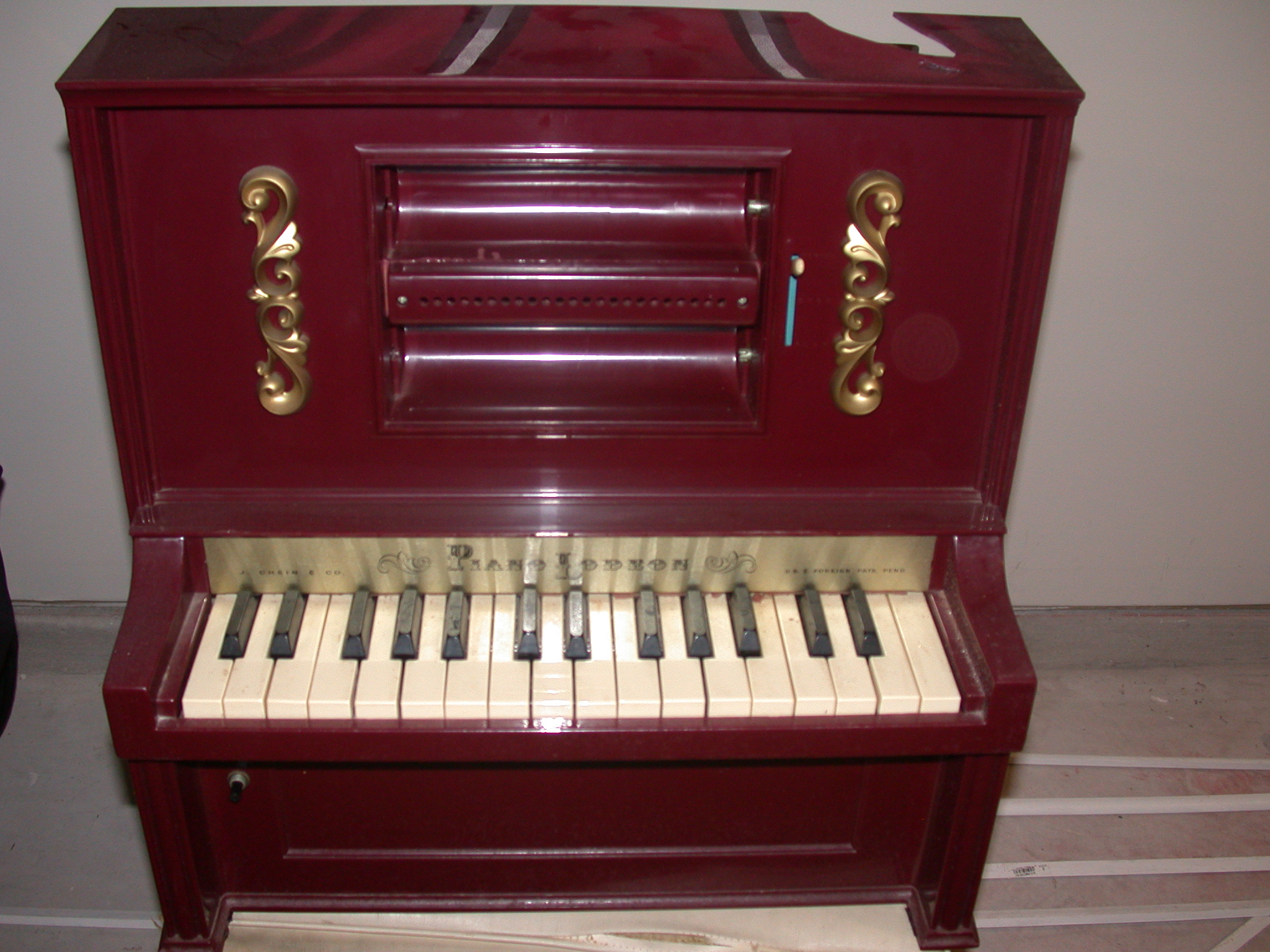
アップライト式トイピアノ

トイピアノ（toy piano）は、鍵盤楽器のピアノを模して作られた子供向けの玩具。現代音楽などで楽器として用いられることもある。1872年にフィラデルフィアで、ドイツからの移住者アルバート・シェーンハットによって開発された。
大きさはピアノより小さく（大体が高さ70cm以下）、外枠はプラスチック製あるいは木製。
ピアノは弦をハンマーでたたいて音が出るが、トイピアノは弦ではなく金属棒又は金属管が用いられる。ハンマーは、鍵盤付きグロッケンシュピールと同じ様な仕組みで鍵盤と繋がっていて、金属独特の輝きのある音色を出す。
ほとんどのトイピアノの鍵盤に対応した音高は大まかに合わせられたもので、中央Cの鍵盤に当てられた音もCではなくC#、D、E、F、等、ばらばらである。しかし、高価なモデルの多くは調律も正確になっている。典型的なトイピアノの音域は1オクターブから3オクターブである。
中にはピアノの黒鍵にあたる鍵盤がなかったり、白鍵の上に黒鍵の絵が塗られているだけのものもあり、これらは全音階のみ奏し得る。これらの多くは8鍵で、音域は1オクターブだけである。

## 需要
そもそも玩具として考案されたトイピアノであったが、音楽作品に用いる試みもなされた。ジョン・ケージが「トイピアノのための組曲」を作曲してから、デアリ・ジョン・ミゼルなど多くの現代作曲家に正当に使われる楽器となっている。マーガレット・レン・タン、イザベル・エッテナウアーなど、「トイピアノの為の作品」を公募してリサイタルをするピアニストもいる。2006年ごろから日本のテレビCMで（特にカワイの）トイピアノが使われるようになった。イエロー・マジック・オーケストラがキリンラガービールのCM撮影をした際に坂本龍一が演奏したのも、正確に調律されたカワイ製のトイピアノである。

## メーカー
- カワイ
- シェーンハット（アメリカ）
- ジェイマー
- ラドウィック
- デクストン
- メリッサ&ダグ
- ミシェルソンヌ